# Manganese perossidasi
La manganese perossidasi è un enzima appartenente alla classe delle ossidoreduttasi, che catalizza la seguente reazione:
2 Mn(II) + 2 H+ + H2O2 ⇄ 2 Mn(III) + 2 H2O
L'enzima è una emeproteina coinvolta nella degradazione ossidativa della lignina nei basidiomiceti della carie bianca.